# Escudo de Zaragoza (Colombia)
El escudo de armas de Zaragoza, o bien, escudo de la Ciudad de Nuestra Señora de la Concepción de Las Palmas de la Nueva Zaragoza de Indias, nombre con el cual fue otorgado, es el emblema heráldico que, junto a la bandera, representa al municipio colombiano de Zaragoza (Antioquia).
Cuenta la leyenda que los mineros de la región encontraron una piña de oro, la cual enviaron al Rey de España como muestra de la riqueza existente en la zona. A raíz de ello, Nueva Zaragoza de Indias fue elevada a la categoría ciudad y se le dotó con escudo de armas; además, el rey donó la imagen del Santo Cristo, que actualmente se encuentra en el templo parroquial del municipio.

## Blasonado
El blasonado reza de la siguiente manera:

... Formado con líneas y perfiles de color sable, un escudo de forma rectangular por los tres lados superiores y de forma redonda el lado inferior y dentro de él, una piña de oro con tallo y hojas de sinople sobre un fondo de gules. Timbrado de una celda de acero bruñido, abierta, con cinco barretas de plata, clavadas de oro como la bordura forrada de gules y surmontada de un burulete de sable y azul. Por primera tendrá cuatro plumas y dos lambrequines dispuestos al lado diestro y siniestro, todos de los colores y esmaltes que contiene el escudo.

Serán soportes, dos leones rampantes estilizados y blasonados de oro apoyado cada uno sobre un lambrequín, ambos de gules. Por divisa llevará "CIUDAD DE ZARAGOZA". Entre la cinta y el escudo algunas hojas de sinople...